# Iloprost
Iloprost is een medicijn dat, afhankelijk van de toedieningsvorm, wordt toegepast voor de behandeling van onder andere pulmonale arteriële hypertensie (PAH), de ziekte van Buerger en ischemie in de extremiteiten. Het wordt in Europa op de markt gebracht door Bayer Schering Pharma AG.

## Farmacologische eigenschappen
Iloprost is een synthetisch prostacyclineanalogon en bootst de natuurlijke prostacycline na die in het lichaam voorkomt. Het oefent een direct vaatverwijdend effect uit op de pulmonale en systemische arteriële circulatie, waardoor er meer bloed door de bloedvaten kan stromen. Tevens remt iloprost de aggregatie van bloedplaatjes. De remming van de trombocytenaggregatie berust op toename van cyclisch adenosinemonofosfaat (cAMP) in de trombocyt door activatie van adenylaatcyclase.
Na inhalatie van iloprost treden de volgende farmacologische effecten op: directe vasodilatatie van het arteriële longvaatbed, gevolgd door een significante verbetering van de pulmonale arteriële druk, de pulmonale vaatweerstand en het hartminuutvolume.

## Dosering en wijze van toediening

### Iloprost via inhalatie
Voor de behandeling van pulmonale arteriële hypertensie NYHA-Klasse III wordt, na falen van orale therapie, iloprost via inhalatie toegepast. Bij inhaleren komt de werkzame stof direct op de plaats van bestemming en worden alleen de goed geventileerde longgebieden voorzien van medicatie. De resulterende verbeterde doorbloeding leidt tot een betere toevoer van zuurstof naar het lichaam en een verminderde inspanning die van het hart wordt gevraagd.
De aanbevolen dosis is 2,5 microgram of 5,0 microgram geïnhaleerde iloprost (als afgegeven door het mondstuk van de vernevelaar), beginnend met een lage dosis van 2,5 microgram bij de eerste inhalatie, gevolgd door 5,0 microgram voor de tweede inhalatie. In geval van een slechte tolerantie voor de 5,0 microgram dosis, dient de dosis gereduceerd te worden tot 2,5 microgram.
De volgende vernevelaars zijn voor verneveling van iloprost geschikt: Halolite, Prodose, Venta-Neb en I-Neb AAD. In Nederland wordt gebruikgemaakt van de I-Neb AAD. De I-Neb is een kleine, draagbare en op accu werkende vernevelaar. Het systeem maakt gebruik van maastechnologie waarbij met behulp van een ultrasoon vibrerende maas de vloeibare medicatie in aerosolnevel wordt omgezet. De I-Neb AAD vernevelaar bewaakt het ademhalingspatroon en bepaalt zo de aerosolpulsetijd die nodig is om de vooraf ingestelde dosis van 2,5 of 5 microgram iloprost af te geven.
Het aantal inhalatiesessies is afhankelijk van de individuele behoefte en tolerantie en varieert tussen 6 tot 9 keer per dag (overdag). De significante klinische effecten die uit een van de belangrijkste studies met geïnhaleerd iloprost bij PAH-patiënten naar voren zijn gekomen, zijn bereikt met een mediane, dagelijks geïnhaleerde dosering van 30 microgram. Dit komt overeen met 6 inhalatiesessies van 5 microgram (afgegeven aan het mondstuk van de I-neb vernevelaar).
De geschatte inhalatietijd bij gebruik met de I-Neb bij een dosis van 5 microgram bedraagt 6,5 min.

### Intraveneus iloprost
Iloprost is ook beschikbaar in intraveneuze vorm en wordt onder andere toegepast voor de behandeling van de ziekte van Buerger en ernstige ischemie in de extremiteiten. Intraveneus iloprost wordt meestal in verdunde vorm toegediend via een perifere ader of centraal-veneuze katheter.

## Bijwerkingen
Afgezien van de lokale effecten als gevolg van de wijze van toediening zijn de bijwerkingen van iloprost gerelateerd aan farmacologische eigenschappen van prostacyclineanaloga in het algemeen zoals vasodilatatie (leidend tot blozen en roodheid in het gezicht), hoofdpijn en misselijkheid.
Meer informatie over iloprost via inhalatie en intraveneus iloprost is te vinden in de Samenvatting van de Productkenmerken en de patiëntenbijsluiters.